# Infernus (album)
Infernus è il sesto album del gruppo Hate Eternal, pubblicato nel 2015.

## Tracce
1. Locust Swarm – 3:44
2. The Stygian Deep – 4:32
3. Pathogenic Apathy – 4:54
4. La Tempestad – 3:56
5. Infernus – 6:27
6. The Chosen One – 3:23
7. Zealot, Crusader of War – 4:46
8. Order of the Arcane Scripture – 4:23
9. Chaos Theory – 3:45
10. O' Majestic Being, Hear My Call – 5:55

## Formazione
- Erik Rutan – voce, chitarra
- JJ Hrubovcak – basso
- Chason Westmoreland – batteria